# 리처드 레인

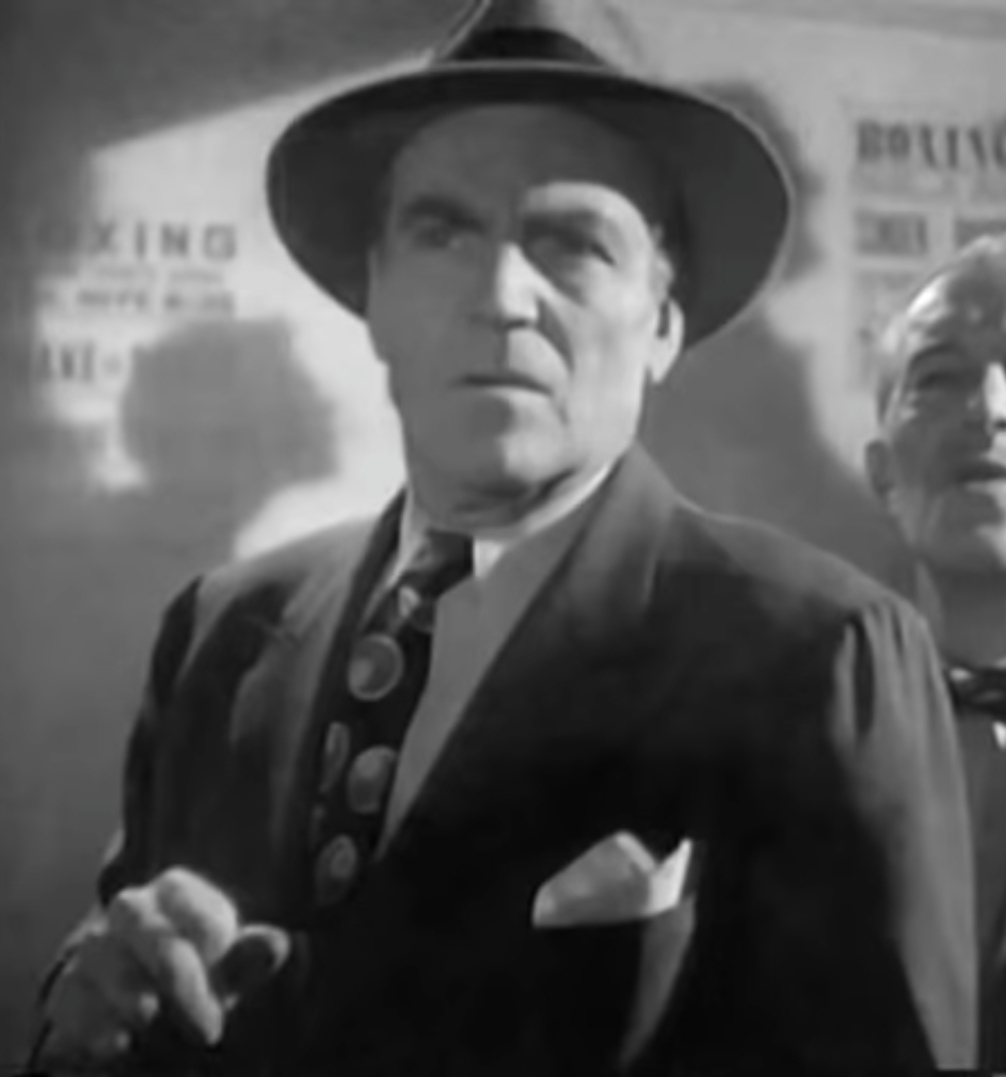

리처드 레인(Dick Lane, 1899년 5월 28일 ~ 1982년 9월 5일)은 미국의 배우이다.
뉴포트비치에서 사망하였다.

## 영화
- 위크엔드 오브 샤도우 (1978년)
- 쉐기 D.A. (1976년)
- 킬러 (1964년)
- 댓 미드나잇 키스 (1949년)
- 테이크 미 아웃 투 더 볼 게임 (1949년)
- 원더 맨 (1945년)
- 투우사들 (1945년) - '핫 숏' 콜먼 역
- 윙클씨 전쟁에 가다 (1944년)
- 콜벳 K-225 (1943년)
- 탱크 유어 럭키 스타스 (1943년)
- 에어 포스 (1943년)
- 리비아 상륙작전 (1942년)
- 닥터 브로드웨이 (1942년)
- 엉터리 무용전 (1942년) - 필립스 역
- 타임 아웃 포 리듬 (1941년)
- 써니 (1941년)
- 네이비 블루스 (1941년)
- 아이 원티드 윙스 (1941년)
- 비스킷 이터 (1940년)
- 투 걸즈 온 브로드웨이 (1940년)
- 라디오 시티 레벌스 (1938년)
- 케어프리 (1938년)
- 아이 양육 (1938년)
- 뉴 페이스 오브 1937 (1937년)
- 라이프 오브 더 파티 (1937년)